# Stazione di Cavazzale
Stazione di Cavazzale vasútállomás Olaszországban, Veneto régióban, Monticello Conte Otto településen.

## Vasútvonalak
Az állomást az alábbi vasútvonalak érintik:
- Vicenza-Schio-vasútvonal

## Kapcsolódó állomások
A vasútállomáshoz az alábbi állomások vannak a legközelebb: 
- Stazione di Dueville
- Stazione di Anconetta